# رومپلز ۶بی
رومپلز ۶بی (به انگلیسی: Rumpler_6B) یک هواگرد ملخ‌پیشین تک‌موتوره از نوع آب‌نشین هواپیمای جنگنده ساخت شرکت Rumpler Flugzeugwerke است. هواگرد رومپلز ۶بی نخستین پروازش را در ۱۹۱۶ میلادی انجام داد. این هواگرد در سال ۱۹۱۶ میلادی رسماً معرفی گردید و در سال‌های ۱۹۱۶–۱۹۱۸ تولید شده‌است. در مجموع، تعداد ۸۸ فروند از این هواگرد ساخته شده‌است.